# Lvivska brama (stanice metra v Kyjevě)
Lvivska brama (ukrajinsky Львівська брама, v doslovném překladu Lvovská brána) je nejznámější stanice duchů kyjevského metra, nachází se na Syrecko-Pečerské lince mezi stanicemi Lukjanivska a Zoloti vorota. Stanice se nachází v Ševčenkovském rajónu pod Lvovským náměstím severně od centra ukrajinské metropole. Stanice se začala stavět v roce 1991 společeně se stanicí Lukjanivska, tahle stanice ale nikdy nebyla otevřena.

## Kontrukce stanice
První zmínka stanice je v mapě z roku 1970, tahle mapa zobrazovala plánované stanice třetí linky, na ní se objevil název Lvivska pl., což znamená Lvovské náměstí. Další plánováný název byl také Lvivska či Lvovskaja, počeštěně Lvovská. Dříve měla stanice být přestupní na linku Podilsko-Vyhurivskou, ale s pozdějším zastavením výstavby stanice se daný projekt přesunul do stanice Lukjanivska, ta bude v budoucnu sloužit jako přestupní stanice.
Výstavba úseku mezi stanicemi Zoloti vorota a Lukjanivska se začala stavět roku 1991 a Lvivska brama měla být jedna z nejhlubších stanic sítě. Výstavba se ale v roce 1996 zastavila z důvodu nedostatku finančních prostředků a už nebyla obnovena, to ale nebyl jediný důvod, dalším důvodem bylo samotné Lvovské náměstí, to bylo již dlouhou dobu v rekonstrukci, ale nevědělo se, kde umístit východy z metra. Od roku 1996 nemá stanice vybudovaný eskalátorový tunel a nemá zcela obložené pilíře či podlahu.

## Charakteristika stanice
Stanice je trojlodní. S vestibulem bude spojena eskalátory, kde z vestibulu vede jeden východ, který bude ústit na ulici Sičovych Strilciv. Kdyby se stanice otevřela, pomohla by dopravní vytíženosti v centru města, hlavně kolem Lvovského náměstí. Stanice by mohla být dokončena v roce 2025.
Stanice má zatím pouze obloženou kolejovou zeď, která je obložená mramorem, pilíře jsou z prefabrikovaného železobetonu. Průchod mezi pilíři je 3 metry široký.

## Název
Plánované názvy stanice byli Lvivska plošča či jenom Lvivska (rusky Lvovskaja ploščaď či Lvovskaja). Dnešní název, Lvivska brama (počeštěně Lvovská brána) pochází od starověké Lvovské brány, která se nacházela na Lvovském náměstí a od které i samotné náměstí nese svůj název.